# Binatone
Binatone — международная частная компания по производству и продаже бытовой электроники и техники, товаров для здоровья и персонального ухода, а также телекоммуникационной продукции.
Основана в Великобритании в 1958 году.

## История компании
1958 год — братья Партап и Гулу Лалвани основали в Великобритании компанию Binatone.
1960-е — Binatone занимается продажей транзисторных радиоприёмников. Компания стала первой, кто использовал различную цветовую гамму для бытовой электроники в Великобритании.
1970-е — Binatone стала первой компанией, выпустившей телевизионную игру в Великобритании. Спрос на игру превысил все возможные ожидания. Компания выпускает кассетный плеер «HipFi» — аналог знаменитого Walkman. Благодаря гибкой ценовой политике и высокому качеству изделия Binatone смогла обойти по уровню продаж своего единственного конкурента Sony.
1980-е — компания вышла на международный рынок: офисы Binatone открыты в Испании, Японии, Корее, Гонконге, Индии, Нигерии, на Тайване. Развиваются партнёрские отношения в Турции и начаты прямые продажи во Франции. Основан складской комплекс в Европе. Расположен рядом с Лондоном в Милтон-Кейнс.
1994 — открыт офис в Москве. Компания определила основное направление работы: продажа мелкой бытовой техники.
2002 — Binatone вышла на рынок Ближнего Востока, открыв представительство в Дубае.
2003 — продукция компании представлена в Объединённых Арабских Эмиратах, Ливии, Алжире, Ливане, Кувейте, Бахрейне, Омане, Катаре, Марокко, Тунисе и Иране.
2004 — Binatone вышла на российский рынок телефонов под брендом Voxtel.